# 珊瑚花属
珊瑚花属（学名：Cyrtanthera）是爵床科下的一个属。该属共有约10种，分布于美洲热带地区。
现并入黑爵床属（Justicia L., 1753）。

## 下属物种
本属包括以下物种：
- 珊瑚花 Cyrtanthera carnea (Lindl.) Brmek.